# NGC 4940
NGC 4940 (другие обозначения — ESO 269-42, IRAS13021-4658, PGC 45235) — линзовидная галактика (S0) в созвездии Центавра.
Галактика обладает свойствами, аналогичными со спиральными галактиками (включая видимые спиральные рукава) и может быть неверно классифицирована.
Этот объект входит в число перечисленных в оригинальной редакции «Нового общего каталога».